# Nail Gönenlı
Nail Gönenlı (* 13. April 1924 in Gönen, Balıkesir; † 1969 in Sofia) war ein türkischer Vielseitigkeits- und Springreiter.
Gönenli besuchte die Kara Harp Okulu und schloss sie als Leutnant der Kavallerie ab. Er nahm an den Olympischen Wettkämpfen in Stockholm und Rom teil; zuerst bei den Vielseitigkeitsreitern, wo er sich jedoch weder im Einzel noch mit der Mannschaft platzieren konnte; vier Jahre später startete er bei den Springreitern und wurde im Einzel 31. Die Mannschaft schied im Vorkampf aus. Nach seiner aktiven Laufbahn wurde er 1965 Trainer und verstarb während eines Wettbewerbes in Sofia.